# Komorní hudba
Komorní hudba je klasická hudba určená pro menší počet hudebních nástrojů (nejčastěji 2 až 9). Už její název napovídá, že je vhodná pro hru v menších prostorách. Charakteristická je pro ni také určitá intimita. Ačkoliv se na první pohled může zdát, že je posluchačsky méně atraktivní než hudba orchestrální, má mnoho příznivců právě díky intimitě hudebního zážitku a bezprostřednějšího kontaktu posluchačů a interpretů. Další pozitivum spočívá v tom, že je dostupná pro hru v domácnostech, ve školách a v amatérských hudebních seskupeních. Počet děl komorní hudby je obrovský a zahrnuje díla různé kvality, od bezcenných salónních skladeb až po mistrovská díla patřící do zlatého fondu světové hudby.

## Historie
Počátky komorní hudby sahají už do renesance, do doby, kdy se na šlechtických dvorech rozšířil zájem o pěstování hudby. Seskupení různého složení tvořili hudebníci najatí šlechtici pro své potěšení. Tento trend pokračoval až do klasicismu. Díla komorní hudby byla často psána jen pro zábavu domácích a neměla velkou hodnotu. V období klasicismu však vzniklo i mnoho kvalitních skladeb, mezi kterými vynikají hlavně Beethovenovy smyčcové kvartety. V období romantismu si díla komorní hudby našla cestu z panských sídel i do koncertních sálů. Navzdory tomu si komorní díla zachovala nadále nálepku povrchní hudby, takže někteří skladatelé nenapsali žádné dílo tohoto druhu (Richard Strauss, Gustav Mahler). V dvacátém století došlo ke hledání nových východisek a byly zkomponovány různorodé skladby pro soubory rozličného složení. Revolučním dílem byl Pierrot lunaire Arnolda Schönberga. Mezi nejvýznamnější opusy jsou řazeny smyčcové kvartety Bély Bartóka, které jsou považovány za důstojné nástupce Beethovenových mistrovských kvartetů.

## Typy komorních souborů
V průběhu vývoje hudby vznikala různá komorní seskupení, přičemž některá z nich byla z různých důvodů skladateli nebo posluchači upřednostňována. Vznikla tak komorní tělesa ustáleného složení, jako například klavírní trio a smyčcové kvarteto. Fantazii skladatelů nejsou fakticky kladeny žádné překážky, takže je možné zkomponovat dílo pro soubor libovolného složení. Toto bylo výrazně prokázáno zejména v průběhu 20. století.

### Duo
Soubor je tvořen dvěma hudebními nástroji, případně nástrojem a zpěvákem. Téměř ve všech případech je jedním z nástrojů doprovodný klavír doplněný o zpěv nebo melodický hudební nástroj, nejčastěji smyčcový nebo dřevěný dechový nástroj. Existují však i skladby pro dva klavíry. Díla pro dva jednohlasé nástroje s absencí klavíru jsou kvůli omezeným harmonickým možnostem méně častá. Pro dua bývají nejčastěji určeny písně a sonáty.

### Trio
Tvoří je tři nástroje, ze kterých je jeden téměř vždy klavír. Trio může mít rozmanité složení, některá seskupení jsou však užívána častěji. Patří sem:
- klavírní trio – housle, violoncello a klavír
- smyčcové trio – housle, viola a violoncello
- klarinetové trio – klarinet, viola nebo violoncello a klavír
- hornové trio – lesní roh, housle a klavír

### Kvarteto
Kombinace čtyř nástrojů již umožňuje bohatší práci s harmonií a kontrapunktem i bez přítomnosti klavíru. Patří sem:
- smyčcové kvarteto – 2 housle, viola a violoncello
- klavírní kvarteto – housle, viola, violoncello a klavír

Smyčcové kvarteto je nejvýznamnějším tělesem komorní hudby a byla pro ně napsána stěžejní díla repertoáru.

### Kvinteto
Patří sem soubory složené z pěti hráčů:
- klavírní kvinteto – více možností:
  - klavír, 2 housle, viola a violoncello
  - klavír, hoboj, klarinet, fagot a lesní roh
- smyčcové kvinteto – 2 housle, 2 violy a violoncello
- dechové kvinteto – flétna, hoboj, lesní roh, klarinet a fagot

### Další soubory
Tato hudební tělesa mohou mít rozličné obsazení, přizpůsobující se konkrétní interpretované skladbě. Podle počtu hráčů se nazývají:
- sexteto – 6 hráčů
- septeto – 7 hráčů
- okteto – 8 hráčů
- noneto – 9 hráčů
- dechová harmonie – soubor dřevěných nebo žesťových dechových nástrojů, různý počet hráčů a různé složení

## Komorní orchestr
Komorní hudbu mohou hrát i větší komorní orchestry, jedná se fakticky o přechod mezi komorní a orchestrální hudbou, počet členů velkého komorního orchestru bývá různý, v krajním případě může dosahovat až 35 hráčů.